# Interstate Highway 19
Interstate Highway 19, Interstate 19 eller bare I-19 en hovedvej i Dwight D. Eisenhower National System of Interstate and Defense Highways eller bare Interstate Highway System i USA. Vejen er en såkaldt Intrastate Interstate Highway, hvilket betyder at hele vejens forløb ligger inden for grænserne af en enkelt delstat.

## Rutebeskrivelse
Vejen er en meget kort Interstate Highway, kun godt 100 km. Den går fra Nogales i Arizona, nær grænseovergangen til Mexico til Tucson i samme stat.
Ruten følger stort set den rute, der tidligere blev fulgt af den sydlige, nu nedlagte del af U.S. Highway 89. Vejen går parallelt med Santa Cruz River til Tucson. Her stopper I-19, hvor den møder I-10. Lige før Tucson passerer vejen tæt forbi San Xavier Indian Reservation, der er en lille, afgrænset del af det meget større Tohono O'odham Indian Reservation, hjemsted for Tohono O'odham stammen af oprindelige amerikanere.
I-19 adskiller sig fra de øvrige interstate highways i USA idet afstandsangivelser opgives i meter og kilometer, ikke i miles som på de øvrige interstates. Årsagen er, at da vejen blev anlagt var der en debat i USA om en overgang til metersystemet. Også frakørslernes numre regnes i meter. Hastighedsgrænserne på vejen er dog opgivet i miles i timen (mph). Det er dog nu besluttet, at skifte afstandsangivelserne ud med nye, der måler i miles.

## Større byer langs I-19
De eneste byer med over 30.000 indbyggere er byerne i hver sin ende af vejen, Nogales og Tucson.

## Eksterne referencer
- Om I-19 fra Interstate Guide. Arkiveret 14. maj 2012 hos  Wayback Machine